# Беккер, Хуго
Хуго Беккер (нем. Hugo Becker; 13 февраля 1864 года, Страсбург — 30 июля 1941 года, Грюнвальд) — немецкий виолончелист, композитор и музыкальный педагог. Сын Жана Беккера.

## Биография
Учился играть на скрипке у своего отца, в девятилетнем возрасте перешёл на виолончель, обучаясь сперва у Канута Кюндингера, затем у Луиса Шпитцера, товарища своего отца по Флорентийскому квартету. К 15 годам Беккер уже играл на виолончели в Мангеймском придворном оркестре, с 17 лет выступал в составе семейного фортепианного квартета во главе с отцом (партию альта играл его брат Ганс, партию фортепиано — их сестра Жанна). В дальнейшем он учился у Альфредо Пиатти, Жюля де Сверта и Фридриха Грюцмахера; не будучи формально учеником Карла Давыдова, он, по мнению современников, испытал его заметное влияние. Широко гастролировал по Европе (в том числе в России в 1891, 1897 и 1902 годах) и США, играл в фортепианном трио вместе с Ферруччо Бузони и Эженом Изаи, позднее — вместе с Артуром Шнабелем и Карлом Флешем.
С 1884 года был первым виолончелистом в оркестре Франкфуртской оперы и преподавал во франкфуртской консерватории Хоха, играл в известном Франкфуртском трио (вместе, в частности, с пианистом Джеймсом Квастом и скрипачом Вилли Хессом). С 1902 года Беккер был профессором Стокгольмской академии музыки, с 1909 года — Берлинской Высшей школы музыки. Среди известных учеников Беккера — Энрико Майнарди, Пауль Грюммер, Григорий Пятигорский, Села Трау, Борис Гамбург.
Беккер — автор концерта для виолончели с оркестром, сюиты «Из жизни лешего» (нем. Aus dem Leben des Waldschrat), других произведений для виолончели, а также книги «Техника и искусство игры на виолончели» (нем. Mechanik und Ästhetik des Violoncellospiels; 1929, русский перевод 1978), написанной совместно с физиологом и виолончелистом-любителем Даго Ринаром.